# Peter Joseph von Monschaw
Peter Joseph von Monschaw (* 13. September 1768 in Köln; † 1840) war ein preußischer Landrat.

## Leben

### Herkunft und Familie
Peter Joseph von Monschaw entstammte einer wohlhabenden und angesehenen Beamtenfamilie. Die männlichen Familienmitglieder durften sich nach dem Patent des Kaisers Franz I. von 1756 „Reichsritter und Edler von Monschaw“ nennen. Er war mit Maria Anna Pauli verheiratet. Aus der Ehe stammen zwei Söhne und drei Töchter, von denen zwei in die USA auswanderten. Der Sohn Karl wurde preußischer Notar und Justizrat.

### Beruflicher Werdegang
Nach dem Abitur am Gymnasium Köln studierte Peter von Monschaw Jura an der Universität Köln und erreichte den Abschluss Magister artium. Im Jahre 1792 wurde er Ratsherr und vier Jahre später war er Mitglied der Munizipalität Köln. Hier blieb er bis zum Wechsel an den Niederrhein im Jahre 1811. Er wurde hier Maire von Oedt. Am 1. Mai 1816 zunächst zum kommissarischen Landrat des Kreises Kempen bestimmt, erhielt er 1817 die endgültige Ernennung zum Landrat. Der Landrat war weisungsbefugt gegenüber den Ortsobrigkeiten der kreisangehörigen Städte und des platten Landes. Ihm stand es ebenfalls zu, Strafen von zwei Tagen Gefängnis oder fünf Taler Geldstrafe zu verhängen.
Im Jahre 1837 schied er aus Gesundheitsgründen – fast 70-jährig – aus dem Dienst.